# 예고르 메혼체프
예고르 레오니도비치 메혼체프(러시아어: Его́р Леони́дович Мехо́нцев, 1984년 11월 14일~)는 러시아의 권투 선수로 2012년 하계 올림픽에 남자 라이트헤비급에서 금메달을 획득했다. 